# Always on My Mind (Willie Nelson)
Always on My Mind è il ventisettesimo album in studio del cantante di musica country statunitense Willie Nelson, pubblicato nel 1982.

## Tracce
1. Do Right Woman, Do Right Man (Chips Moman, Dan Penn) – 2:58
2. Always on My Mind  (Johnny Christopher, Mark James, Wayne Carson Thompson – 3:34
3. A Whiter Shade of Pale (Gary Brooker, Keith Reid, Matthew Fisher) – 4:01
4. Let It Be Me (Mann Curtis, Pierre Delanoë, Gilbert Bécaud) – 3:33
5. Staring Each Other Down (Chips Moman, Bobby Emmons) – 2:16
6. Bridge over Troubled Water (Paul Simon) – 4:39
7. Old Fords and a Natural Stone (Bobby Emmons, Chips Moman) – 2:33
8. Permanently Lonely (Willie Nelson) – 2:41
9. Last Thing I Needed First Thing This Morning (Gary P. Nunn, Donna Sioux Farar) – 4:22
10. The Party's Over (Willie Nelson) – 2:52